# SUPER STAR
「SUPER STAR」（スーパー・スター）は、日本のシンガーソングライターである長渕剛の15枚目のシングル曲。
1986年7月2日に東芝EMIのエキスプレスレーベルからリリースされた。作詞・作曲およびプロデュースは長渕、編曲は瀬尾一三および長渕が担当している。
青春時代の挫折と苦悩を描いたミディアムテンポのフォークロックナンバー。長渕主演のTBS系テレビドラマ『親子ゲーム』（1986年）の主題歌として使用され、オリコンチャートでは最高位13位となった。
オリジナル・アルバム『STAY DREAM』（1986年）からの先行シングルであるが、アルバムに収録されたバージョンは再レコーディングされており、シングルとは全く異なるアレンジとなっている。それ以降ではベスト・アルバム『SINGLES Vol.2 (1983〜1988)』（1997年）に収録されている。

## 音楽性
歌詞の内容は、若かりし十代の頃の挫折と苦悩を描いたものとなっている。
音楽情報サイト『CDジャーナル』では、「長渕剛が主演したTBS系ドラマ『親子ゲーム』の主題歌として知られるミディアム・ナンバー。長渕らしい男臭さに満ちあふれた青春回顧ソング」と表記されている。

## リリース
1986年7月2日に東芝EMIのエキスプレスレーベルよりリリースされた。
位置付けとしては、アルバム『STAY DREAM』からの先行シングルとなるが、アルバムに収録されたのは別版となっており、アレンジがシングルとは大きく異なる。シングル版は、通常のバンド演奏された内容でロック調のアレンジ、アルバム版はアルバム全体がアコースティックなサウンドを全面に出しているため、それに合わせてアコースティック・ギターとドラムスのみのアレンジで録り直されている。
このシングル版は、当時はCDシングルとしてはリリースされていないが、東芝EMIのシングルオムニバスCD『ベストナウ　ニューミュージック・ベスト・ヒット　1986』に収録されてCD化されている。また後述のビデオ作品『明日へ向かって 1985-1986 長渕剛の記憶』にも収録されている。後にベストアルバム『SINGLES Vol.2 (1983〜1988)』（1997年）に収録され入手が容易になった。
B面曲の「DON'T CRY MY LOVE」は、元々はアルバム『HEAVY GAUGE』（1983年）に収録されていた曲。後にベストアルバム『LOVE SONGS』（1986年）にも、歌い直されて収録されていて、『SONGS』（2008年)でヴォーカルのみ再録音されている。他にもライブアルバムにおいてもいくつか収録されており、それぞれバージョンが異なる。長渕の楽曲の中ではバージョン違いが最も多い楽曲でもある。
長渕のシングルは、これまでB面曲は新曲でアルバム未収録となることが多かったが、この作品以降はB面には既存曲の別バージョンやライブバージョンが収録されることが多くなった。

## 批評
| 専門評論家によるレビュー | 専門評論家によるレビュー |
| レビュー・スコア         | レビュー・スコア         |
| 出典                     | 評価                     |
| ------------------------ | ------------------------ |
| CDジャーナル             | 肯定的                   |

音楽情報サイト『CDジャーナル』では、「ハーモニカとユニゾンで歌われる“チュッチュルチュル～”が印象的」と評されている。
長渕の大ファンのお笑い芸人ワッキー（ペナルティ）は、長渕の歌の中で最も好きな歌に同曲を挙げている。

## チャート成績
オリコンチャートでは最高位13位、登場回数13回となり、売り上げ枚数は9.9万枚となった。

## ミュージック・ビデオ
ドキュメンタリービデオ『明日へ向かって 1985-1986 長渕剛の記憶』に、レコーディングスタジオで歌う長渕のモノクロの映像が収録されている。

## ライブ・パフォーマンス
本曲でのテレビ出演は、1986年8月7日に日本テレビ系音楽番組『歌のトップテン』（1986年 - 1990年）にてスポットライトで出演し、ドラマ『親子ゲーム』撮影時の話などをした他、9月1日には日本テレビ系列音楽番組『歌のトップテン』（1986年 - 1990年）にて注目曲コーナーに出演した際に長渕は、当時の司会者だった前妻、石野真子に対して一言「元気?」と声を掛け、石野はそれに「元気…」と答えた。
ライブでの演奏は本作を収録したアルバム『STAY DREAM』を引っ提げたライブツアー「LIVE'86 - '87 STAY DREAM」にて演奏された他、続いて1987年のライブツアー「LIVE'87 LICENSE」、1988年のライブツアー「LIVE'88 NEVER CHANGE」、1989年のライブツアー「LIVE'89 昭和」と定番曲となっていたが以後は演奏される事はなくなった。しかし、2009年のライブツアー「Tsuyoshi Nagabuchi Acoustic Live 30th Anniversary」において12月9日のNHKホール公演にて演奏された他、2009年12月31日にワールド記念ホールにて開催された長渕初の年越しカウントダウンライブである「2009～2010 Tsuyoshi Nagabuchi Arena Tour "Friends" -Countdown Live-」において演奏された。

## メディアでの使用
長渕が主演したTBS系テレビドラマ『親子ゲーム』（1986年）の主題歌として使用された。
ドラマ出演への経緯は、長渕は元々「ドラマは嘘の世界。役者はペテン師。その感動も嘘っぱち」と公言していたが、『家族ゲーム』（1983年）にて長渕を起用したプロデューサーの柳井に対し、「俺じゃなきゃ出来ないドラマをやらせて欲しい」と頭を下げた事から製作される事となった。長渕の要請受けた柳井は「家族が生きるために力を合わせていた『縄文時代の家』を目標にしたドラマ」という理念で製作、長渕は本作に対し「俺は自分のシナリオで生きてきた。今回はそれが画面に出ると思う」と初めて役者を意識した発言をしている。なお、本作において後にいくつかの作品を共作する事となる脚本家の黒土と初対面している。
本曲が流れる『親子ゲーム』のオープニングでは、長渕が演じる矢板保が、堀切ジャンクションを背景にしてバイクで走る映像や、堀切ジャンクションを背景にした河川敷を転げる映像が放送された。同じくこの他にも、堀切ジャンクションを背景にした河川敷で、柴田一幸が演じる麻理男が近所の少年たちに囲まれる映像も放送された。

## シングル収録曲
| 全作曲: 長渕剛。 |                                    |                  |            |                                      |      |
| #                | タイトル                           | 作詞             | 作曲・編曲 | 編曲                                 | 時間 |
| 1.               | 「SUPER STAR」                     | 長渕剛           | 長渕剛     | 瀬尾一三、長渕剛                     | 4:29 |
| 2.               | 「DON'T CRY MY LOVE」(NEW VERSION) | 長渕剛、吉見佑子 | 長渕剛     | 長渕剛／コーラス・アレンジ: 浜田良美 | 5:35 |
| 合計時間:        | 合計時間:                          | 合計時間:        | 合計時間:  | 10:04                                |      |

## 収録作品
スタジオ音源
- 『STAY DREAM』（1986年）
- 『SINGLES Vol.2 (1983〜1988)』（1997年）

ライブ音源
- 『長渕剛LIVE'89』（1990年） - 1989年7月13日、7月14日の横浜アリーナ公演から収録されている。アレンジはシングルバージョンを基調としている。